# وعلان مبقع
وعلان مبقع (الاسم العلمي:Commelina maculata) هو نوع من النباتات يتبع جنس الوعلان من الفصيلة الوعلانية.